# 5. letalski korpus (JLA)
Za druge 5. korpuse glejte 5. korpus.
5. letalski korpus je bil korpus vojnega letalstva in protiletalske obrambe v sestavi Jugoslovanske ljudske armade.
Enota je bila nastanjena v Sloveniji pred in med slovensko osamosvojitveno vojno.

## Organizacija
1960
- poveljstvo
- ?. komunikacijski bataljon
- 5. polk VOJIN
- 117. lovski letalski polk (24x F-86E)
- 109. lovsko-bombniški letalski polk (38x Ikarus S-49C)
- 111. lovsko-bombniški letalski polk (43x F-47D)
- 184. izvidniški letalski polk (22x Mosquito Mk38)
- ELABA
- AEV

1961
- poveljstvo
- ?. komunikacijski bataljon
- 5. polk VOJIN
- 117. lovski letalski polk (21x F-86E)
- 109. lovsko-bombniški letalski polk (25x F-84G)
- 111. izvidniški letalski polk (7 letal)
- 184. letalski polk (24x RF-84G)